# São José do Piauí
São José do Piauí là một đô thị thuộc bang Piauí, Brasil. Đô thị này có diện tích 330,719 km², dân số năm 2007 là 6872 người, mật độ 20,78 người/km².